# Not Myself Tonight

Một cảnh trong video Not Myself Tonight

Not Myself Tonight là bài hát được chọn làm đĩa đơn đầu tiên và chủ đạo cho album phòng thu thứ tư Bionic của ca sĩ Christina Aguilera . Đĩa đơn được phát hành vào ngày 13 tháng 4 năm 2010. Bài hát được Christina Aguilera đồng sáng tác cùng Ester Dean, sản xuất bởi Polow da Don . Bài hát nói về việc nổi loạn, biến thành một con người khác trên vũ trường.
Các ý kiến phản hồi về bài hát này hầu hết đều tích cực. Một số nhà phê bình đánh giá đây là bản uptempo hay nhất của Christina từ sau đĩa đơn Dirrty năm 2002 của cô. Tuy nhiên, ca khúc không thành công lắm trên các bảng xếp hạng, lọt vào top 40 ở Úc, New Zealand, Thụy Điển và Mỹ, top 20 ở Nhật Bản, Canada, Anh, Hà Lan và Slovakia.
Video nhạc đi kèm mang hơi hướm ác dâm và khổ dâm, ngoài ra còn có cảnh Christina ôm hôn nữ diễn viên Jenna Dewan - vợ của Channing Tatum. Có nhiều người cho rằng video này nhái theo video Bad Romance của Lady Gaga, tuy nhiên Christina nói video "Not Myself Tonight" là để tôn vinh video Express Yourself và Human Nature của Madonna, và trên thực tế thì "Not Myself Tonight" có nhiều cảnh giống hai video của Madonna hơn là Bad Romance.

## Bảng xếp hạng
| Bảng xếp hạng (2010)     | Vị trí cao nhất |
| ------------------------ | --------------- |
| Úc                       | 22              |
| Canada                   | 11              |
| Châu Âu                  | 41              |
| Áo                       | 26              |
| Bỉ                       | 9               |
| Thổ Nhĩ Kỳ               | 15              |
| Séc                      | 38              |
| Nhật                     | 3               |
| Slovakia                 | 12              |
| Hà Lan                   | 18              |
| Mỹ                       | 23              |
| Mỹ (Hot Dance Club Play) | 1               |
| Hàn Quốc                 | 73              |
| Anh                      | 12              |
| Đức                      | 24              |